# Comité Olímpico Venezolano
El Comité Olímpico Venezolano (COV) es un organismo civil sin fines de lucro creado el 23 de diciembre de 1935, afiliado al Comité Olímpico Internacional (COI) atiende en el país todo lo relacionado con la aplicación de los principios que conforman la Carta Olímpica, conjunto de normas y reglamentaciones del Comité Olímpico Internacional que rigen al Movimiento Olímpico en el mundo.

## Función
Se encuentra constituido por la reunión de las Federaciones Deportivas Nacionales afiliadas, cuyos deportes forman parte del Programa Olímpico y por aquellas que, no manifestando esta condición, hayan sido aceptadas dentro del seno del Comité. 
El Comité Olímpico Venezolano ejerce la representación Internacional del Deporte Venezolano, ante el COI y ante las demás organizaciones deportivas internacionales afiliadas a este último organismo.

## Misión
El Comité Olímpico Venezolano busca promover y estimular el desarrollo de las políticas deportivas dentro del país para el perfeccionamiento del movimiento olímpico así como incentivar la práctica y la creación de nuevos proyectos que se adecuen al ciclo que se cierra luego de los Juegos Olímpicos. Asimismo, impulsar y divulgar el espíritu y filosofía del deporte para lograr la masificación dentro de la sociedad incluyendo a todos los sectores que hacen vida en él. 

## Presidentes
| Período      | Presidente              |
| ------------ | ----------------------- |
| 1942 - 1946  | José Beracasa           |
| 1946 - 1950  | José Beracasa           |
| 1950 - 1954  | José Beracasa           |
| 1954 - 1958  | Julio Bustamante        |
| 1958 - 1962  | José Beracasa           |
| 1962 - 1966  | José Beracasa           |
| 1966 - 1970  | José Beracasa           |
| 1970 - 1974  | José Beracasa           |
| 1974 - 1978  | Luis Rodríguez          |
| 1978 - 1982  | Luis Rodríguez          |
| 1982 - 1984  | Jesús Chirinos          |
| 1984 - 1986  | Fernando Romero         |
| 1986 - 1990  | Fernando Romero         |
| 1990 - 1994  | Fernando Romero         |
| 1994 - 1998  | Fernando Romero         |
| 1998 - 2002  | Fernando Romero         |
| 2002 - 2003  | Fernando Romero         |
| 2004 - 2009  | Eduardo Álvarez Camacho |
| 2010 - 2014  | Eduardo Álvarez Camacho |
| 2014 - 2022  | Eduardo Álvarez Camacho |
| 2022 - pres. | María Soto              |